# Sargassofisch
Der Sargassofisch (Histrio histrio), Sargassum-Anglerfisch oder Sargassum-Krötenfisch gehört zu den Anglerfischen. Die Gattung Histrio ist monotypisch und enthält nur diese einzige Art.

## Verbreitung
Er lebt in treibenden Braunalgen der Gattung Sargassum an der Oberfläche des tropischen und subtropischen Atlantik und Indopazifik. Da er auf die Tange angewiesen ist, kann er weit aus seinem Verbreitungsgebiet abgetrieben werden. So wurden schon vor der Küste Nordnorwegens Sargassofische gefunden, die vom Golfstrom verdriftet wurden.

## Aussehen

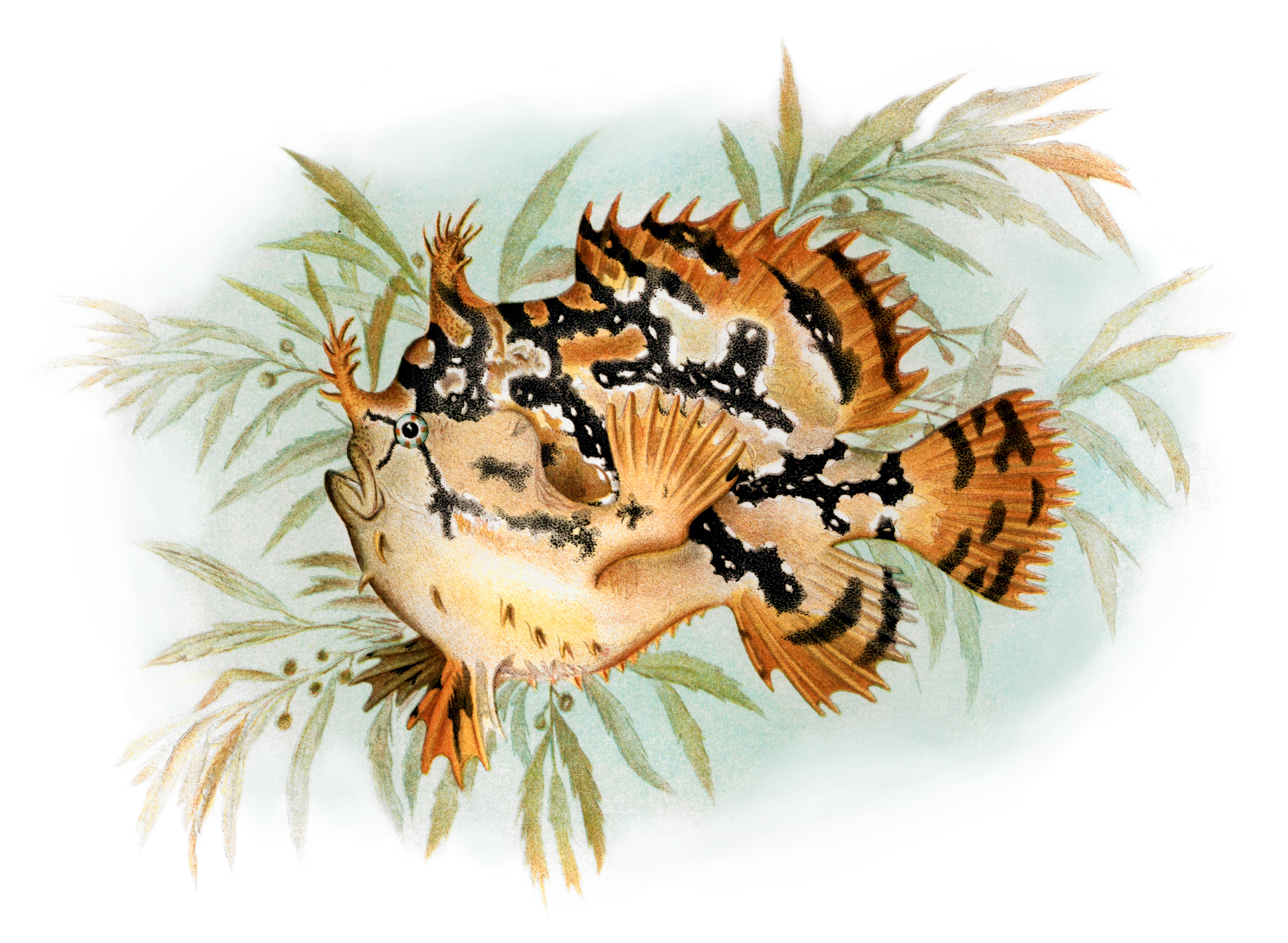
Abbildung

Sargassofische haben, wie andere Anglerfische, einen plumpen, seitlich zusammengedrückten Körper. Er ist von zahlreichen Auswüchsen bedeckt, die den Fisch zwischen den Tangen hervorragend tarnen. Die Farbe ist fleckig, hellbraun und ocker. Brust- und Bauchflossen ähneln Händen. Mit ihnen kann sich das Tier an den Tangen festhalten. Sargassofische werden 15 Zentimeter lang. Bedrohte Sargassofische können sich wie Kugelfische durch das Schlucken von Wasser aufpumpen.
Die Antennariidae sind bei der Nahrungsaufnahme dafür bekannt, die größte Schnappgeschwindigkeit aller Fische zu erreichen: das Maulaufreißen zum Saugschnappen dauert nur 12 Millisekunden.

## Nahrung
Krebstiere, kleine Fische, gelegentlich soll auch Kannibalismus vorkommen.

## Vermehrung
Sargassofische laichen nachts. Das Paar verlässt den schützenden Tang und schwimmt gemeinsam an die Wasseroberfläche, wo es Spermien und Eier abgibt. Die Eier bilden ein aufgerolltes Band, das, nachdem es aufgequollen ist, 6 bis 8 Zentimeter breit und 75 Zentimeter lang sein kann. Nach vier bis fünf Tagen schlüpfen die Larven und schwimmen nach elf Tagen, wenn der Dottersack aufgebraucht ist, frei. Sargassofische haben auch schon im Aquarium gelaicht.